# Подводные лодки проекта 677
Подводные лодки проекта 677(М) «Лада» — серия российских многоцелевых дизель-электрических подводных лодок (ДЭПЛ), разработанных в ЦКБ МТ «Рубин».
Главный конструктор проекта Юрий Николаевич Кормилицин, с 2008 года Александр Сергеевич Арсентьев (677М). Серия является развитием проекта 636 «Варшавянка» и  877 «Палтус». Лодки предназначаются для уничтожения субмарин, надводных кораблей и судов противника, защиты военно-морских баз, морского побережья и морских коммуникаций, ведения разведки. Низкий уровень шумности был достигнут благодаря выбору однокорпусного конструктивного типа, уменьшением габаритов корабля, применению всережимного главного гребного электродвигателя на постоянных магнитах, установкой виброактивного оборудования на виброизоляторы типа «ВИ» и внедрению технологии нанесения противогидролокационного покрытия нового поколения «Молния». Из-за недостатков силовой установки планировавшееся серийное строительство лодок этого проекта в первоначальном виде отменено, проект будет дорабатываться. Строительство первого корабля экспортной модификации 677Э «Амур» остановлено.
На январь 2024 года — запланировано строительство 5 подлодок, построено 3 (1 в составе флота), 2 строятся, 1 готовится к утилизации.

## История
Разработка технического проекта более дешёвой, чем проекта 877 «Палтус», ДЭПЛ для внутренних морей (на замену устаревшим субмаринам Черноморского и Балтийского флотов) под шифром «Лада» была произведена в ЦКБ МТ «Рубин» при поддержке главкома Чернавина на рубеже 1980-х годов, однако после его рассмотрения в декабре 1990 года Военно-промышленная комиссия отказалась финансировать продолжение работ.
Согласно планам модернизации российского подводного флота на 2008 год, ДЭПЛ проекта 677 «Лада» должны были стать одним из четырёх типов подводных лодок, принятых на вооружение. Одной из особенностей советского и российского подводного флота являлось использование десятков различных типов и модификаций субмарин, что значительно затрудняло их эксплуатацию и судоремонт.

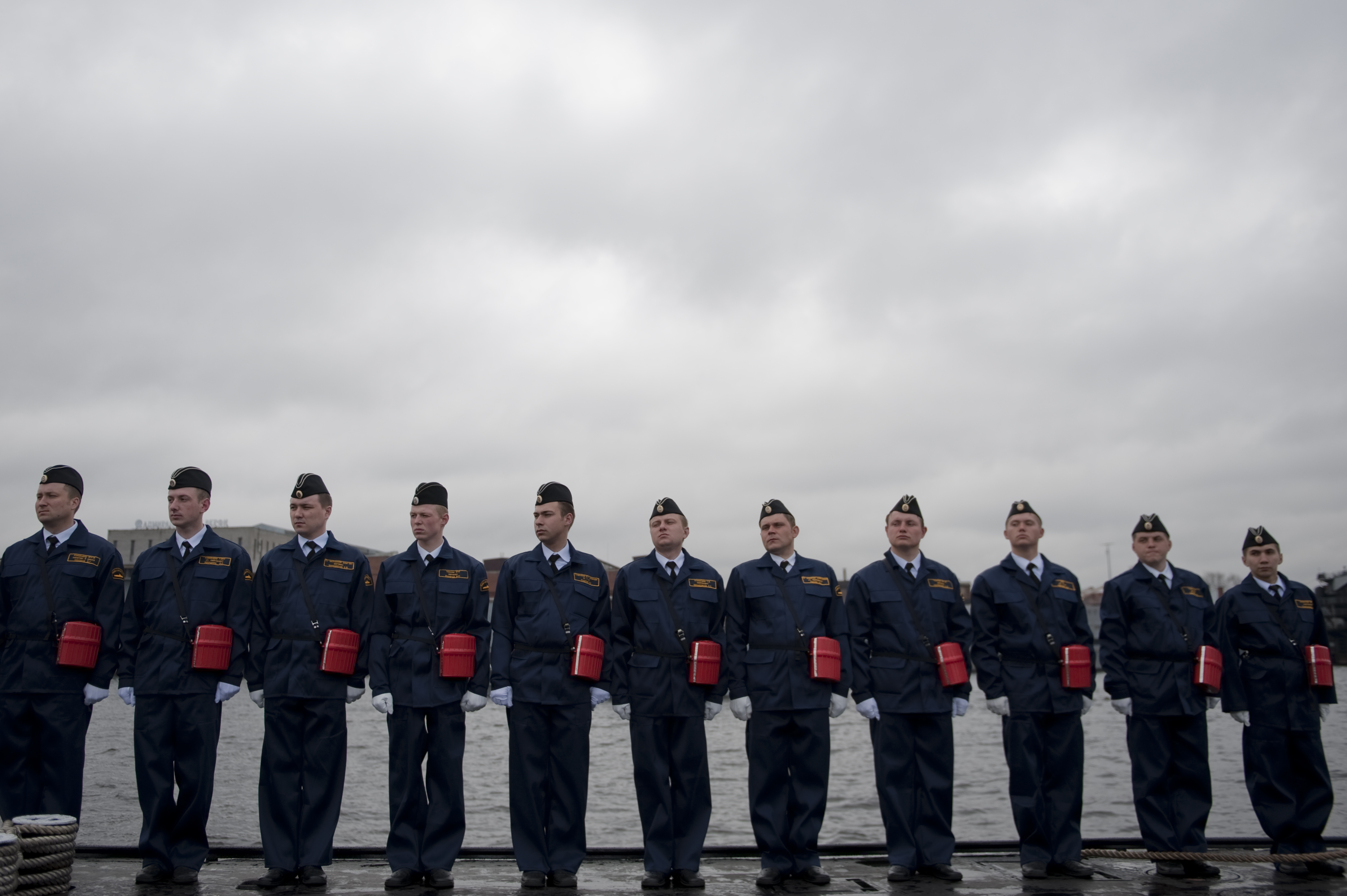
Часть экипажа на палубе Б-585, 7 мая 2011

По первоначальному проекту, для ВМФ России планировалась постройка 20 единиц. Однако после неудач при испытаниях и доработке головной лодки проекта в 2011 году было принято решение о её переоборудовании и достройке уже заложенных трёх подводных лодок по изменённому проекту.

В феврале 2012 года в СМИ говорилось, что ВМФ отказывается от проекта «Лада» — по словам главкома ВМФ России В. Высоцкого: 
… заявленные технические характеристики подводных лодок проекта 677 не подтверждаются на испытаниях головной подлодки «Санкт-Петербург». «В существующем виде „Лада“ ВМФ России не нужна. Нам не нужны новые „мозги“ с оружием, которые сидели бы на энергетике Второй мировой войны. Зачем? Кому это надо? И оперативные свойства у неё такие же.
Тем не менее чуть позже главком дополнил, что проект дорабатывается и будет принят на вооружение.
В итоге проект получит новую энергетическую установку и будет классифицироваться как неатомные подводные лодки.
Предыдущий главком ВМФ, В. Высоцкий, остановил производство этих лодок из-за проблем с силовым агрегатом и акустическим комплексом. Последнюю проблему «Рубин» решил, отмечают эксперты, но силовой агрегат по-прежнему не выдаёт требуемой мощности. Впрочем, новый главком вице-адмирал Виктор Чирков дал команду достраивать лодки. «Сроки сдачи кораблей станут ясны ближе к концу года», — сообщил источник на Адмиралтейских верфях. Он не исключил, что из-за предельной загрузки верфей, возможно, часть госпрограммы по неатомным лодкам перекинут на другие заводы. Скорее всего, на «Красное Сормово», вряд ли на северодвинский «Севмаш» (ему предстоит к 2020 году изготовить восемь атомных подводных ракетных крейсеров проекта 955 «Борей» и столько же многоцелевых атомных подводных лодок проекта 885 «Ясень»).
В рамках государственной программы вооружения 2020 — до 2020 года для ВМФ предполагается построить двадцать ДЭПЛ — шесть составят лодки проекта 636.3 «Варшавянка», а остальные четырнадцать, вследствие вышесказанного, скорее всего будут лодки доработанного проекта 677 «Лада».
13 февраля 2013 года генеральный директор ОАО «Рособоронэкспорт» Анатолий Исайкин сообщил:
На сегодняшний день решение о серийном строительстве этих подлодок министерством обороны России принято. Финансирование строительства запланировано в гособоронзаказе, а опытная эксплуатация подлодок проходит в соответствии с программой, которая успешно выполняется. Все характеристики, заданные техзаданием ВМФ, в ходе государственных испытаний в основном подтверждены, за исключением скорости полного подводного хода. В настоящее время подлодка проекта 677 находится в главной базе Балтийского флота и готовится к переходу на Северный флот для завершения опытной эксплуатации.
Он отметил, что на лодке установлено более 130 образцов новейшего радиоэлектронного и корабельного оборудования. По его словам, на серийные подлодки будут установлены модернизированные двигатели, которые обеспечат необходимую мощность.
9 июля 2013 года «Адмиралтейские верфи» возобновили строительство второй лодки серии, «Кронштадт». Новый контракт, заключенный с Министерством обороны РФ, предусматривает строительство корабля по корректированному техпроекту. Проектантом ДЭПЛ проекта «Лада» — ЦКБ МТ «Рубин» — проведена большая работа по усовершенствованию подводной лодки и созданию модернизированных комплексов корабля. На втором заказе серии будут установлены модернизированные образцы оборудования — система управления корабельными техническими средствами, система электродвижения, навигационный комплекс. При строительстве «Кронштадта» будут учтены итоги опытной эксплуатации головного заказа.
Как сообщил ТАСС 16 января 2016 года источник в главном командовании ВМФ России, вторая и третья подводные лодки «Кронштадт» и «Великие Луки» проекта 677 «Лада» будут переданы российскому флоту позднее ранее намеченного срока — в 2019 году. Источник подчеркнул, что вторая и третья подлодки серии строятся с учётом всех замечаний, выявленных в ходе эксплуатации головной «Лады» («Санкт-Петербург» на Северном флоте). Что касается возможной установки на эти субмарины воздухонезависимой (анаэробной) энергетической установки, то «необходимо дождаться результатов её морских испытаний».
21 января 2016 года официальный представитель ВМФ капитан 1 ранга Игорь Дыгало, заявил, что прекращение строительства серии ДЭПЛ проекта 677 «Лада» на сегодняшний день не рассматривается.
18 марта 2016 официальный представитель объединенной судостроительной корпорации и высокопоставленный представитель ВМФ сообщил для информагентства «РИА Новости»: «Две неатомные подводные лодки проекта 677 „Лада“ — „Кронштадт“ и „Великие Луки“ — будут переданы ВМФ 2018—2019 годах и это будут последние лодки этого проекта. Дальше начнётся строительство лодок проекта „Калина“».
27 июля 2016 было объявлено об отсутствии окончательного решения о прекращении или продолжении строительства подлодок данного проекта.
26 июня 2017 года главнокомандующий ВМФ России адмирал В. И. Королёв сообщил, что принято решение продолжить строительство ДЭПЛ проекта 677, после сдачи Военно-морскому флоту подводных лодок «Кронштадт» и «Великие Луки» строительство серии будет продолжено.
28 июня 2017 года на международном военно-морском салоне в Санкт-Петербурге заместитель командующего ВМФ России по вооружению вице-адмирал В. И. Бурсук заявил, что в ближайшее время будут законтрактованы еще две серийные подводные лодки этого проекта, которые будут строиться на «Адмиралтейских верфях» в период «до 2025 года». После 2025 года серия подлодок будет продолжаться.
В июне 2019 года на Международном военно-техническом форуме «Армия-2019» подписан контракт Министерства обороны РФ и предприятия «Адмиралтейские верфи» на строительство ещё двух (четвёртой и пятой) подводных лодок проекта 677 «Лада».
Подлодки «Вологда» и «Ярославль» заложены 12 июня 2022 года на предприятии «Адмиралтейские верфи».

## Конструкция

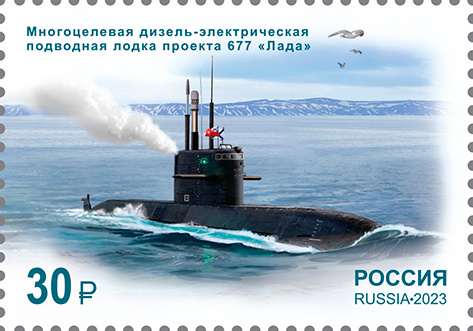
Подводная лодка проекта 677 на почтовой марке России, 2023 год

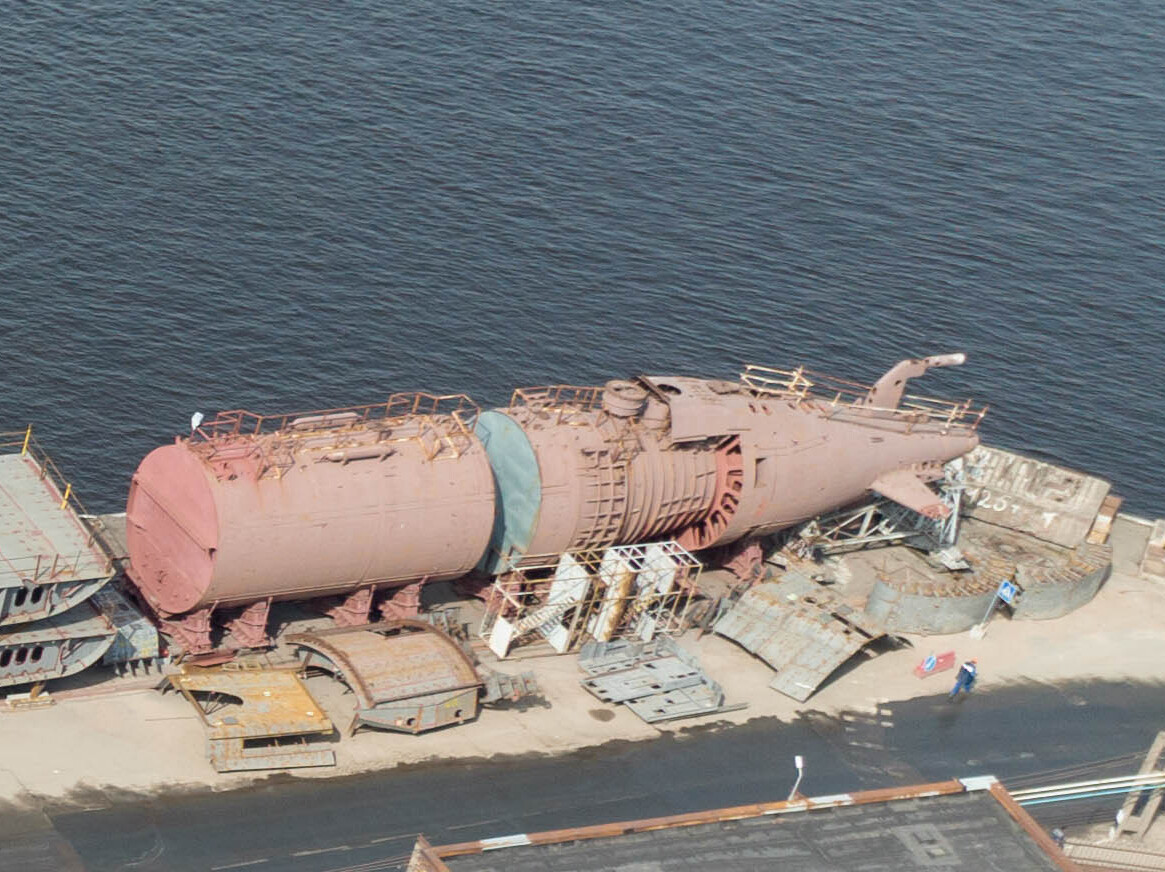
Корпусные секции подводной лодки проекта 677Э «Амур» на территории Адмиралтейских верфей, 2022 год

ДЭПЛ проекта 677 выполнена по полуторакорпусной схеме. Асимметричный прочный корпус изготовлен из стали АБ-2 и практически по всей длине имеет одинаковый диаметр. Носовая и кормовая оконцовки имеют сферическую форму. Плоскими переборками корпус разделен по длине на пять водонепроницаемых отсеков, платформами корпус разделен по высоте на три яруса. Легкому корпусу придана обтекаемая форма, обеспечивающая высокие гидродинамические характеристики. Ограждение выдвижных устройств имеет такую же форму, как у лодок проектов 877, в то же время кормовое оперение выполнено крестообразным, а передние горизонтальные рули размещаются на ограждении, где они создают минимальные помехи работе гидроакустического комплекса.
По сравнению с лодкой проекта 636 «Варшавянка» надводное водоизмещение снижено почти в 1,3 раза — с 2350 до 1765 тонн. Скорость полного подводного хода увеличена с 18 — 20 до 21 узла. Численность экипажа уменьшена с 52 до 34 (позднее — 36) подводников, при этом автономность осталась без изменения — 45 суток. Дальность в подводном положении экономическим ходом 3 узла — 650 миль, в режиме РДП на скорости 7 узлов — 6500 миль.
Подлодка оснащена автоматизированной системой боевого управления (АСБУ) «Литий».
Лодки проекта 677 «Лада» отличаются очень низким уровнем шумности, высоким уровнем автоматизации и, по информации на 2004 год, относительно небольшой ценой по сравнению с зарубежными аналогами: немецким типом 212, и франко-испанским проектом «Скорпен», обладая при этом более мощным вооружением.

### Энергетическая установка
На первых трех лодках (Б-585, Б-586, Б-587) устанавливаются классические дизель-электрические установки. На последующих лодках планируется установить воздухонезависимую (анаэробную) энергетическую установку. Ведется ее разработка.

## Модификации
«Амур 950» — уменьшенная экспортная модификация проекта 677 «Лада». Главное отличие от лодок основного проекта заключается в уменьшении количества торпедных аппаратов с 6 до 4 и наличием установок вертикального пуска (УВП) на 10 ракет способных выйти за две минуты одним залпом. Надводное водоизмещение — 1065 тонн. Длина наибольшая — 56,8 метров. Ширина корпуса — 5,65 метров. Экипаж — 19 человек. Автономность — 30 суток. Глубина предельная погружения — 300 метров. Скорость подводная — 20 узлов. Дальность подводного плавания экономической скоростью 3 узла — 300 миль. Боезапас ракет, торпед, мин — 16 шт.
«Амур 1650» — экспортная модификация подлодок 4-го поколения 677 «Лада» (без движителя с ВНЭУ или в перспективе с ней) с аналогичными характеристиками, что закупает ВМФ РФ. В дополнение имеет шумопеленгаторную антенну способную обнаруживать особо малошумные цели и может дать залп из 6 ракет.

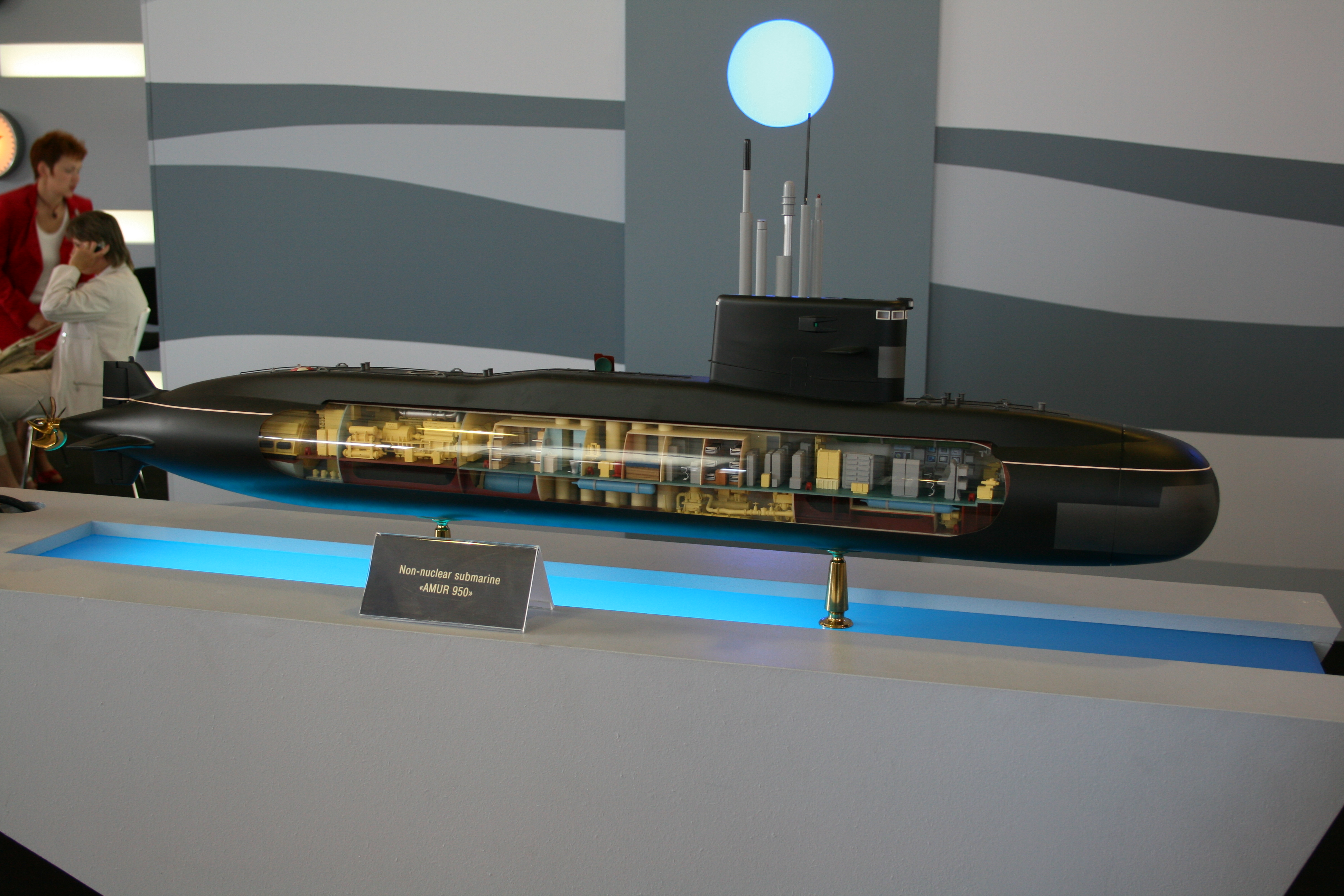
Модель ПЛ «Амур 950» на МВМС-2007
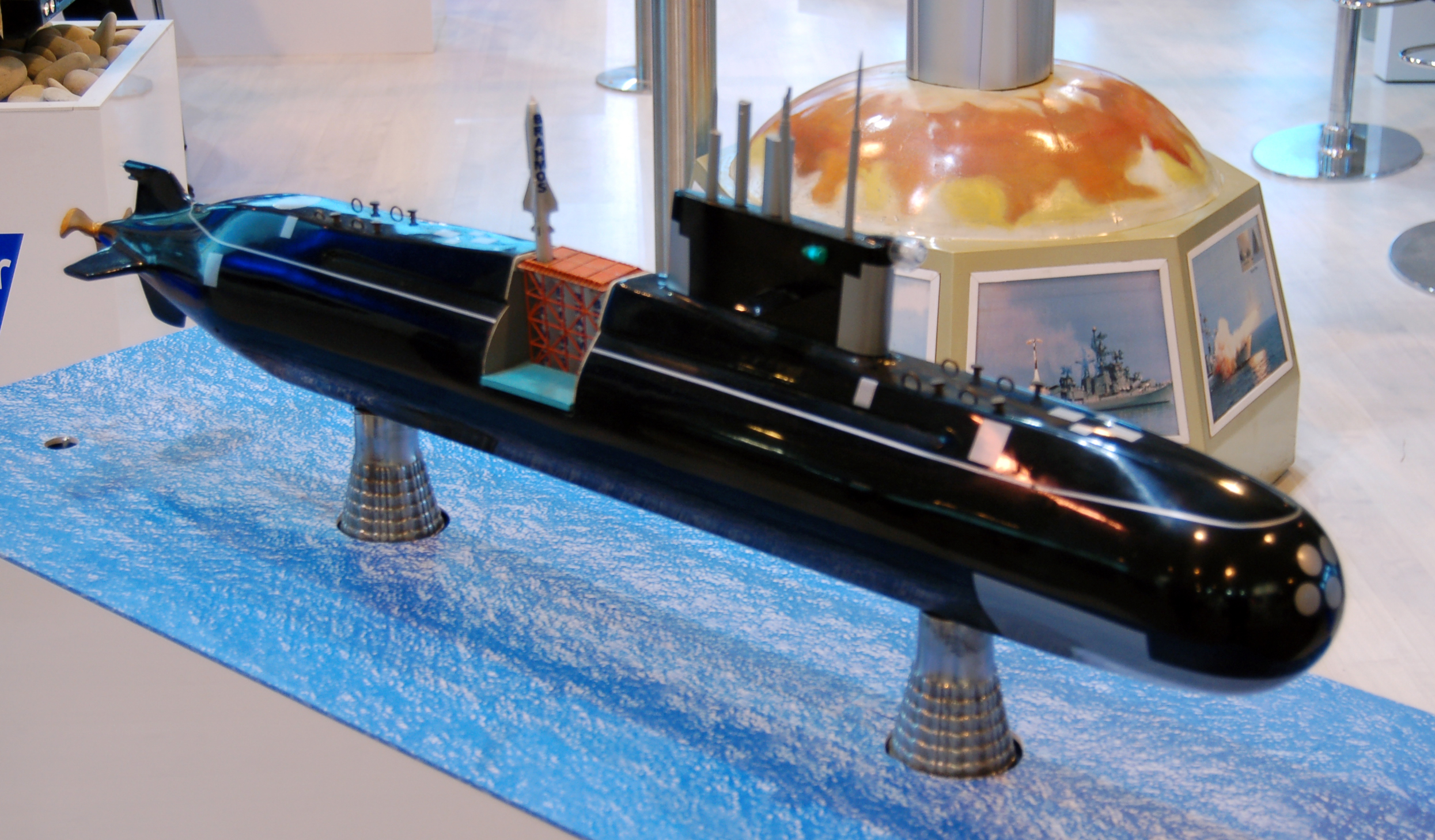
Модель ПЛ «Амур-950» на МАКС-2009. Хорошо видны УВП РК «БраМос»
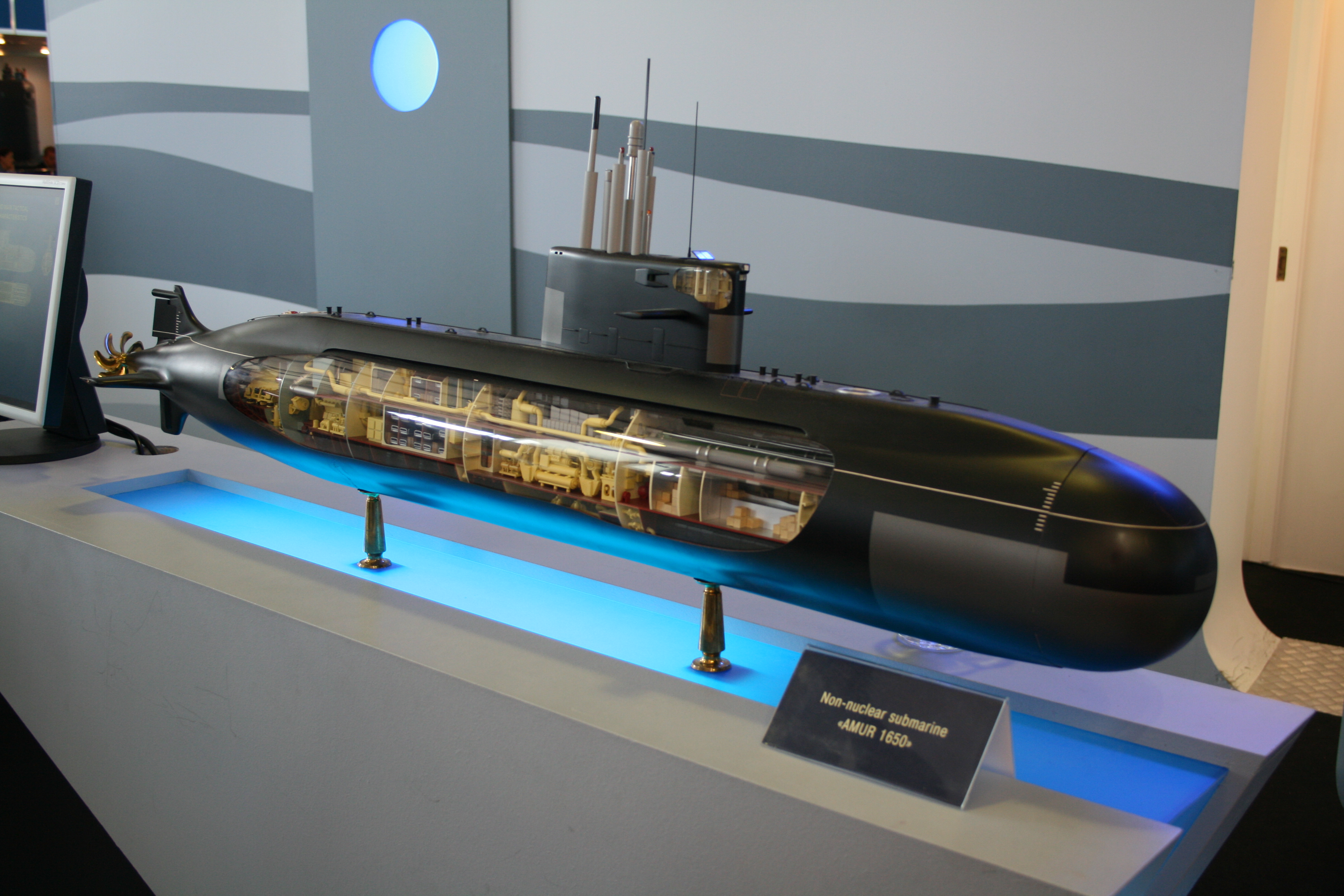
Модель ПЛ проекта 677Э «Амур-1650» на МВМС-2007

## Представители
Планируется строительство не менее девяти подводных лодок проекта 677.
| Наименование                               | Верфь                | Проект | Зав № | Заложена              | Спущена на воду | Принята в строй | Флот | Состояние                                    | Примечания |
| ------------------------------------------ | -------------------- | ------ | ----- | --------------------- | --------------- | --------------- | ---- | -------------------------------------------- | --- |
| Б-585 «Санкт-Петербург»                    | Адмиралтейские верфи | 677    | 01570 | 26.12.1997            | 28.10.2004      | 08.05.2010      | СФ   | Выведена из состава ВМФ, ожидает утилизации. | Входила в состав 161-й БрПЛ КФлРС СФ Ремонт и модернизация на РК «Калибр» признана нецелесообразной, планируется к списанию. |
| Б-586 «Кронштадт»                          | Адмиралтейские верфи | 677М   | 01571 | 28.07.2005 09.07.2013 | 20.09.2018      | 31.01.2024      | СФ   | В строю                                      | В составе 161-й БрПЛ КФлРС СФ                                                                                                |
| Б-587 «Великие Луки» ранее — «Севастополь» | Адмиралтейские верфи | 677М   | 01572 | 10.11.2006 19.03.2015 | 23.12.2022      |                 | БФ   | Государственные испытания                    | Передача флоту была запланирована на 2022 год, затем на 2024 год                                                             |
| «Вологда»                                  | Адмиралтейские верфи | 677М   | 01573 | 12.06.2022            |                 |                 | СФ   | Строится                                     | |
| «Ярославль»                                | Адмиралтейские верфи | 677М   | 01574 | 12.06.2022            |                 |                 | СФ   | Строится                                     | |

Цвета таблицы:

Зелёный — действующая в составе ВМФ России

Белый — не достроена или утилизирована не спущенной на воду

## Сравнение с другими подводными лодками
| Характеристика                          | Проект 877 «Палтус»                | Проект 636 «Варшавянка»            | Проект 677(М) «Лада»               | «Готланд» Швеция                                    |
| --------------------------------------- | ---------------------------------- | ---------------------------------- | ---------------------------------- | --------------------------------------------------- |
| Водоизмещение надводное/подводное, тонн | 2300/3040                          | 2350/3950                          | 1765/2650                          | 1240/1599                                           |
| Длина/ширина, м                         | 72,6/9,9                           | 73,8/9,9                           | 66,8/7,1                           | 60,7/6,2                                            |
| Экипаж (офицеров), чел                  | 57 (12)                            | 52 (12)                            | 36                                 | 27 — 32 (5)                                         |
| Автономность, сут                       | 45                                 | 45                                 | 45                                 | 45                                                  |
| Глубина погружения, м                   | 240/300                            | 240/300                            | 250/300                            | 320                                                 |
| Скорость надв./подв., узлов             | 10/19                              | 11/20                              | 10/21                              | 11/20                                               |
| Вооружение                              | 6 × 533 мм носовые ТА, боезапас 18 | 6 × 533 мм носовые ТА, боезапас 18 | 6 × 533 мм носовые ТА, боезапас 18 | 4 × 533 мм и 2 × 400 мм носовые ТА, боезапас 12 + 6 |
| Построено (строится)                    | 43                                 | 32                                 | 3 (2)                              | 3                                                   |